# José Anthony Torres
José Mario Anthony Torres (27 de agosto de 1972) es un exfutbolista y director técnico panameño. Actualmente es director técnico del Club Deportivo Universitario y entrenador de la Universidad Latina en Liga Prom.

## Trayectoria como entrenador
Actualmente se desempeña como entrenador de fútbol con licencia tipo A.
Dirigió al Sporting San Miguelito coronándose campeón de la Liga Panameña de Fútbol en 2013.
En mayo de 2016 Alianza FC anuncia la llegada del "Chalate Torres" como nuevo director técnico del equipo perico y en enero de 2017 es destituido de su cargo.
En junio de 2017 llega al Santa Gema FC de Arraiján, con el reto de salvar la categoría en el Torneo Clausura.
Desde el Torneo Apertura 2018 hasta el Torneo Clausura 2019 pierde por 14 fechas consecutivas, poniendo al club en riesgo de descenso y siendo motivo para que los directivos desistan de su relación al mando del club de Arraijan.

## Selección nacional
Debutó con la selección nacional de fútbol de Panamá en el año de 1999, además fue subcampeón en la Copa Oro 2005.

### Participaciones en selección nacional
| Copa            | Categoría | Sede           | Resultado    | Partidos | Goles |
| --------------- | --------- | -------------- | ------------ | -------- | ----- |
| Copa Uncaf 2001 | Mayor     | Honduras       | Cuarto lugar | 6        | 0     |
| Copa Uncaf 2003 | Mayor     | Panamá         | Quinto Lugar | 5        | 0     |
| Copa Uncaf 2005 | Mayor     | Guatemala      | Cuarto lugar | 4        | 0     |
| Copa Oro 2005   | Mayor     | Estados Unidos | Subcampeón   | 6        | 0     |
| Copa Uncaf 2007 | Mayor     | El Salvador    | Subcampeón   | 2        | 0     |
| Copa Uncaf 2009 | Mayor     | Honduras       | Campeón      | 4        | 0     |

## Clubes

### Como jugador
| Club                   | País      | Año         |
| ---------------------- | --------- | ----------- |
| Platense               | Honduras  | 2000 - 2004 |
| Real España            | Honduras  | 2004        |
| Marathón               | Honduras  | 2004 - 2005 |
| Persépolis             | Irán      | 2005 - 2006 |
| Victoria               | Honduras  | 2006 - 2007 |
| Arsenal                | Honduras  | 2007 - 2008 |
| Deportivo Sanarate     | Guatemala | 2008 - 2009 |
| Deportivo Guastatoya   | Guatemala | 2009 - 2010 |
| Sporting San Miguelito | Panamá    | 2010 - 2011 |

### Como entrenador
| Club                   | País     | Año           |
| ---------------------- | -------- | ------------- |
| Sporting San Miguelito | Panamá   | 2013 - 2016   |
| Alianza                | Panamá   | 2016 - 2017   |
| Santa Gema             | Panamá   | 2017 - 2019   |
| Platense               | Honduras | 2019          |
| Veraguas "B"           | Panamá   | 2021 - 2022   |
| Veraguas United        | Panamá   | 2022          |
| Universidad Latina     | Panamá   | 2024-presente |

### Como asistente
| Club             | País   | Año  | Asistente de  |
| ---------------- | ------ | ---- | ------------- |
| CD Universitario | Panamá | 2020 | Gary Stempel  |
| Veraguas CD      | Panamá | 2021 | Isaac Jové    |
| CD Universitario | Panamá | 2024 | Javier Miller |

### Como Scout
| Club    | País   | Año  |
| ------- | ------ | ---- |
| FEPAFUT | Panamá | 2023 |

## Palmarés

### Como jugador
| Título                 | Club                          | País     | Año  |
| ---------------------- | ----------------------------- | -------- | ---- |
| Copa de Naciones UNCAF | Selección de fútbol de Panamá | Honduras | 2009 |

### Como entrenador
| Título          | Club                   | País   | Año  |
| --------------- | ---------------------- | ------ | ---- |
| Torneo Clausura | Sporting San Miguelito | Panamá | 2013 |